# Neudorf, Harz
Neudorf là một đô thị thuộc huyện Harz, bang Sachsen-Anhalt, Đức. Đô thị Neudorf, Harz có diện tích 14 km², dân số thời điểm ngày 31 tháng 12 năm 2006 là 676 người.